# Volubilis
Volubilis (in berbero: ⵡⴰⵍⵉⵍⵉ, Walili, in arabo وليلي‎?, Walīlī) è un sito archeologico romano, situato ai piedi del monte Zerhoun, a 27 km a nord di Meknès, e a 80 km a nord-est dell'Atlante. È il sito archeologico più noto del Marocco ed è inserito nell'elenco dei patrimoni dell'umanità dell'UNESCO.

## Storia
Questa località, già abitata nel neolitico, subì l'influenza cartaginese, fu poi un regno berbero indipendente e infine venne romanizzata. Augusto vi stabilì un regno "cliente", ponendo sul trono Giuba II - figlio di Giuba I e nipote di Massinissa sovrani di Numidia - e la moglie di costui, Cleopatra Selene. La giovanissima regina - figlia di Cleopatra VII la Grande e di Antonio - era stata, come il marito, educata a Roma nella cultura latina e greca. I due regnarono congiuntamente avendo per capitali sia detta Cesarea sia Volubilis, costruirono per sé una tomba di tipo "imperiale" a Tipasa, scrissero opere di notevole interesse storico e geografico delle quali si ha traccia soltanto negli autori più tardi; ebbero un figlio, Tolomeo, che regnò dopo di loro fino al 42 d.C., quando fu ucciso per ordine di Caligola.
Il regno di Mauretania, che comprendeva tutto il nord dell'attuale Marocco e gran parte dell'Algeria costiera, venne soppresso ed annesso all'Impero, diviso in due province: Mauretania Tingitana (la parte corrispondente all'attuale nord Marocco, da Tingis oggi Tangeri ) e la Mauretania Cesariensis. La Mauretania era collegata alle strade imperiali che attraverso la Spagna arrivavano alle Colonne d'Ercole. Una volta divenuta residenza del procuratore, Volubilis ebbe il comando del limes della Mauritania Tingitana ma nel 117 subì attacchi da parte dei Mauri, capeggiati da Luzio Quieto; infine, nel 168, per difendersi dagli attacchi delle tribù berbere venne eretto un muro di cinta attorno alla città. Fu abbandonata dalle autorità romane verso il 284-285 e rimase fuori dai nuovi confini della provincia fissati da Diocleziano.
Anche se ad un certo punto l'acquedotto che alimentava la città cessò di funzionare, le iscrizioni superstiti attestano che verso la metà del VII secolo vi fu ancora una civiltà latina e cristiana che proseguì (così sembra) sino all'arrivo degli arabi. Il sultano Idris I, nel 789, vi stabilì la sua capitale. Il declino di Volubilis iniziò con il regno di Mulay Isma'il, il quale utilizzò i marmi della città per abbellire i palazzi di Meknès. Nel 1755 fu la volta di un funesto terremoto, che la rase al suolo. Solo nel XIX secolo furono avviati gli scavi per recuperare quanto oggi si può ammirare.

## Monumenti e luoghi d'interesse

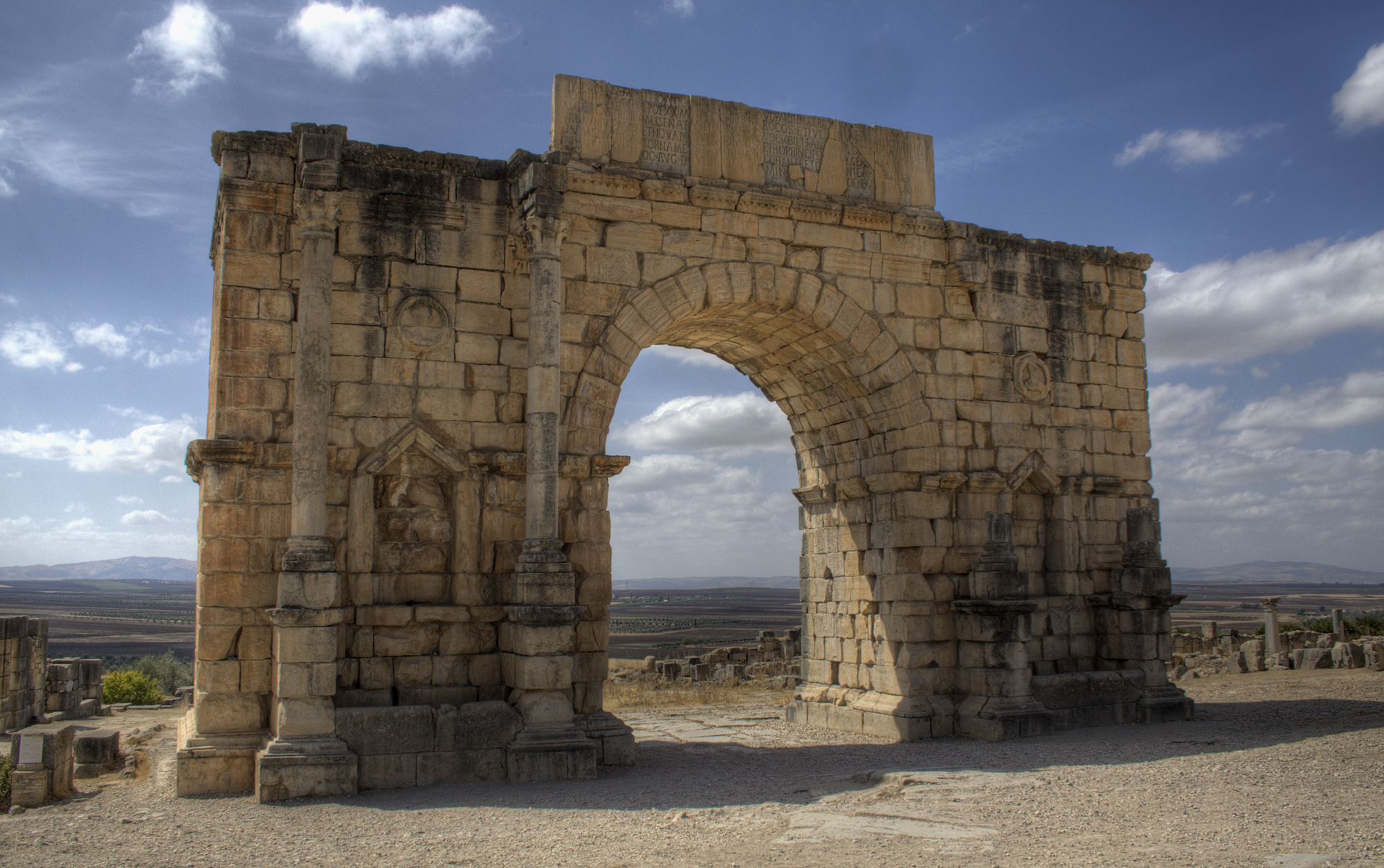
Arco di Caracalla di Volubilis

Oggi si possono ammirare resti imponenti quali la basilica che presenta due esedre contrapposte, il capitolium dei Severi (nel Foro), templi risalenti al I secolo, l'acquedotto e le terme. Poco prima dell'ingresso ovest si trova un imponente arco di trionfo costruito da Marco Aurelio Sebastiano in onore di Caracalla, come testimoniano i nomi suo e di sua madre, scolpiti sul frontone. Proseguendo verso sinistra (in direzione SSO) dopo il Foro e la basilica più a sud si giunge ai bagni pubblici.
È caratteristica la presenza in numerose case di frantoi e vasche per la produzione dell'olio d'oliva. Sono riconoscibili quattro porte, la principale delle quali, collegata alla strada proveniente da Tangeri, immette nel decumanus maximus che prosegue fino all'ingresso ovest. Lungo il decumano si trovano i resti di numerose case decorate con mosaici policromi, alcuni dei quali in ottime condizioni di conservazione. Tra i più importanti quelli situati nella casa di Orfeo (Orfeo con lira che incanta gli animali, Anfitrite su biga trainata da ippocampo, i nove delfini), nella casa del corteo di Venere e nella casa delle colonne.

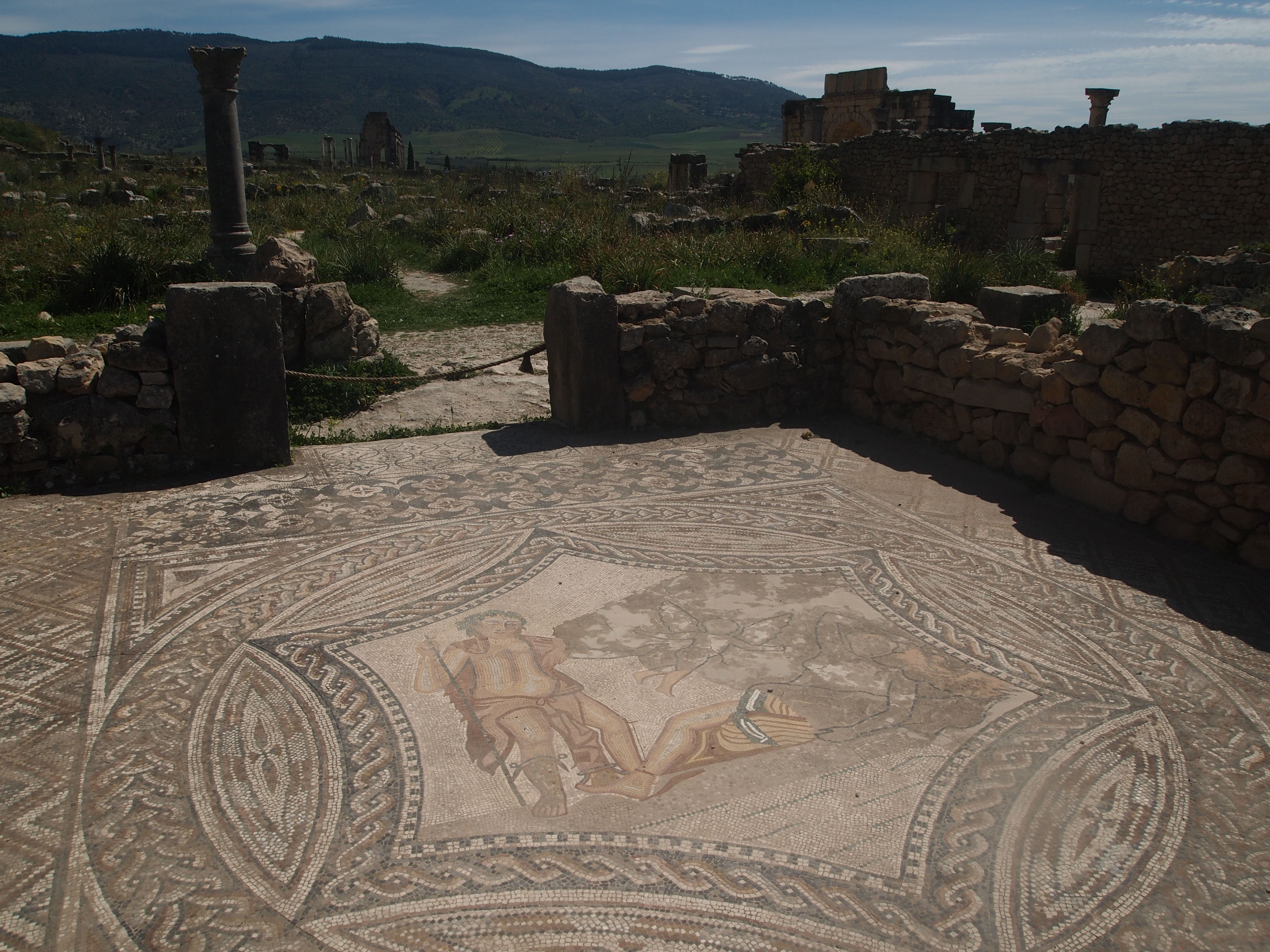
Un pavimento decorato a mosaico a Volubilis